# 早乙女友貴
早乙女 友貴（さおとめ ゆうき、1996年5月14日 - ）は、日本の俳優。
劇団朱雀（株式会社S.J.K）、エイベックス・マネジメントに所属・活動後、現在はフリーで活動中。元妻はSPEEDの島袋寛子。

## 略歴
1997年、1歳半のときに、父親が劇団員を務める葵劇団の舞台『子連れ狼』の大五郎役で初舞台を踏む。6歳の頃より本格的に舞台に出演。
2012年9月、怪我をした兄・太一の代役で舞台『MOON SAGA-義経秘伝-』に急遽出演し、脚光を浴びる。
2016年10月14日-19日に神奈川県、杉田劇場にて『早乙女友貴 20th Anniversary Event Vol.2 in 杉田劇場』を開催。劇団朱雀解散後、初の大衆演劇座長公演となる。
2021年4月1日、5年半所属したエイベックス・マネジメントを同年3月31日付で退社したことを自身の公式ツイッターで報告した。

### 私生活
2016年9月12日、SPEEDの島袋寛子との婚約を発表。2017年2月11日の交際1周年記念日に結婚したが、2023年1月31日に離婚を発表した。

## 人物
- 身長：172cm[13]、靴のサイズ：27cm[13]。特技：殺陣、日舞。
- 愛称は「ゆっくん」。
- 得意なスポーツは、卓球とサッカー[14]。好きな食べ物は、肉（特にレバーなどの焼肉）[14]。
- もしアルバイトをするならディズニーランドのキャストをやってみたいと語っている[14]。好きなディズニーのキャラクターはドナルドダックと『ナイトメアビフォアクリスマス』のジャック[14]。

## 出演

### 舞台
- 葵劇団「子連れ狼」（1997年） - 大五郎 役
- 劇団朱雀公演
  - ハワイ公演（2007年6月）
  - 早乙女太一最年少座長公演 大阪 新歌舞伎座（2008年2月）
  - 「早乙女太一〜千年の祈り〜」ハワイ公演（2008年9月）
  - 「早乙女太一」特別公演 東京 明治座、名古屋 御園座（2010年4月）
  - 早乙女友貴舞踊ショー（2010年6月6日、アムラックス東京）
  - 「早乙女太一」特別公演 明治座（2010年10月・2011年4月）
  - 劇団朱雀〜2011早乙女太一all Japan tour〜（2011年5月）
  - 「早乙女太一」特別公演 GOEMON〜孤高の戦士〜（2012年3月、名古屋 御園座/ 2012年5月、東京 明治座）
  - 日本橋公会堂公演（2012年9月、東京 日本橋公会堂）
  - 早乙女太一新春公演『龍と牡丹2013 真田幸村〜結ばれし魂〜』（2013年1月、天王洲銀河劇場、シアターBRAVA!、名鉄ホール） - 服部半蔵／伊達綱宗 役[15]
  - ぎふ葵劇場公演（2013年5月1日-15日、ぎふ葵劇場）
  - 早乙女太一 〜All Japan Tour 2013〜（2013年7月、神奈川県民ホール 大ホール、東京 THEATRE1010）
  - 早乙女太一 新春特別公演2014「BUMP」（2014年1月7日-13日、東京　天王洲銀河劇場/ 2014年1月17日-20日、名古屋　名鉄ホール）
  - 早乙女太一 〜All Japan Tour 2014〜（2014年10月27日-12月21日、東京　中野サンプラザホール 他）
  - 劇団朱雀解散公演「FINAL」（2015年2月5日-22日、岐阜 ぎふ葵劇場/ 2015年2月24日-27日、東京 かめありリリオホール）
  - 劇団朱雀復活公演（2019年11月26日-12/15日、東京・紀伊國屋サザンシアターTAKASHIMAYA / 2019年12月19日-12月30日、岐阜・ぎふ葵劇場 / 2020年1月4日-1月7日、大阪・サンケイホールブリーゼ / 2020年1月18日、札幌・道新ホール）
  - 劇団朱雀「ぎふ葵劇場 幕引き公演」（2020年12月19日-27日、岐阜・ぎふ葵劇場）
  - 劇団朱雀「祭宴」（2023年5月19日-31日、東京・かめありリリオホール / 2023年6月7日-11日、大阪・COOL JAPAN PARK OSAKA TTホール / 2023年6月16日-18日、福岡・キャナルシティ劇場 / 2023年6月24日-25日、沖縄・アイム・ユニバース てだこホール 大ホール）
- 『眠狂四郎無頼控（NEMURI×GACKT PROJECT）』（2010年5月、東京国際フォーラム ほか）
- ミュージカル『ドリームハイ』演出：増田哲治（2012年7月3日 - 20日、東京・新国立劇場 中劇場） - テソン 役
- 『大江戸緋鳥808』演出：岡村俊一（2012年8月4日 - 27日、明治座） - ツチノコ 役
- 『MOON SAGA-義経秘伝-』演出：Gackt（2012年9月26日 - 10月2日、東京国際フォーラム） - 陰 役（早乙女太一と二人一役）
- 『里見八犬伝』演出：深作健太（2012年11月16日 - 26日、東京・新国立劇場 中劇場 / 29日・30日、大阪・NHK大阪ホール） - 犬江親兵衛 役
- 『神州天馬侠』演出：岡村俊一（2013年4月10日 - 27日、東京・明治座 / 6月29日 - 7月15日、名古屋・中日劇場） - 燕作（えんさく） 役
- 早乙女太一 “原点進化” 演出：岡村俊一（2013年6月18日 - 24日、PARCO劇場）
- 『巴御前』演出：岡村俊一（2013年8月4日 - 25日、明治座） - 楯親忠 役
- 『大和三銃士』（2013年10月3日 - 27日、新橋演舞場）（演出：きだつよし） - 春千代 役
- 『THE SHINSENGUMI』Sword Dance 〜剣、烈風の如く、真空に舞う〜（2013年12月4日 - 10日、東京・天王洲銀河劇場 / 21日、大阪・サンケイホールブリーゼ）（作演出：荻田浩一） - 藤堂平助 役
- 劇団☆新感線 いのうえ歌舞伎『蒼の乱』（2014年3月27日 - 4月26日、東京・東急シアターオーブ / 5月8日 - 27日、大阪・梅田芸術劇場）（演出：いのうえひでのり） - 太刀影 役
- ベッド＆メイキングス 第3回公演 野外劇『南の島に雪が降る』（2014年6月12日 - 22日、お台場潮風公園内「太陽の広場」特設会場）（脚本・演出：福原充則） - 前川 役
- つかこうへいダブルス2014『新・幕末純情伝』『広島に原爆を落とす日』（2014年8月29日 - 9月14日、シアタートラム） - 岡田以蔵 役
- 30-DELUX+劇団朱雀MIX『オレノカタワレ〜早天の章〜』（2014年12月10日 - 14日、東京・シアターサンモール / 2015年1月22日 - 25日、大阪・ABCホール / 1月31日 - 2月1日、名古屋・名鉄ホール）（脚本：米山和仁、演出：伊勢直弘） - 主演・時枝三四郎 / 風祭ジョー 役
- 劇団BRATS公演
  - 第7回公演『熱血！不良総選挙』（2015年3月12日 - 15日、すみだパークスタジオ「倉」） - 新井一矢 役
  - 第8回公演『椿説 おくのほそ道』（2015年12月22日 - 27日、すみだパークスタジオ「倉」） - 河合曾良 役
  - 第9回公演『テノヒラサイズの人生大車輪』（2016年8月13日、ひつじ座） - 日替わりゲスト
  - 第10回記念公演 第1弾『戦闘改造学園Z』（2016年12月1日 - 4日、すみだパークスタジオ「倉」） - マーシャル元帥 役
- 舞台『AZUMI 幕末編』（2015年9月11日 - 24日、新国立劇場 中劇場） - 壮太 役
- CLASSICAL NEO FANTAZY SHOW『THE SHINSENGUMI 2015』（2015年9月30日 - 10月4日、東京・天王洲銀河劇場 / 10月11日、大阪・サンケイホールブリーゼ） - 藤堂平助 役
- TRUMP（2015年11月19日 - 29日、東京・Zeppブルーシアター六本木 / 12月4日 - 6日、大阪・サンケイホールブリーゼ）（脚本・演出：末満健一） - 主演・ソフィ・アンダーソン／ウル・デリコ 役　※高杉真宙とダブルキャスト[16]
- 劇団EXILE松組 旗揚げ公演『刀舞鬼 -KABUKI-』（2016年2月19日 - 28日、東京・天王洲銀河劇場 / 3月4日 - 6日、大阪・森ノ宮ピロティホール） - 雉田 役
- つかこうへい七回忌特別公演『新・幕末純情伝』（2016年6月23日 - 7月3日、東京・天王洲銀河劇場 / 7月6日-17日、東京・紀伊國屋ホール / 7月22日 - 24日、大阪・梅田芸術劇場 メインホール） - 岡田以蔵 役
- もののふシリーズ『瞑るおおかみ黒き鴨』（2016年9月1日 - 11日、東京・天王洲銀河劇場 / 19日・20日、大阪・森ノ宮ピロティホール / 22日、福岡・北九州芸術劇場 大ホール） - 山川浩 役[17]
- 舞台『AZUMI 戦国編』（2016年11月11日 - 27日、東京・Zeppブルーシアター六本木） - 最上美女丸 役
- つかこうへい七回忌特別公演『新・幕末純情伝』（2017年1月3日・4日、愛知・穂の国とよはし芸術劇場PLAT 主ホール※豊橋市制施工110周年記念 豊橋ふるさと大使凱旋公演 / 7日・8日、沖縄・中城城跡特設ステージ※第1回 中城演劇フェスティバル招聘作品） - 岡田以蔵 役
- 舞台『TOU-JYUKAIDEN-』（2017年1月29日 - 2月7日、東京・全労済ホールスペースゼロ / 2月18日・19日、大阪・近鉄アート館） - 紅緋 役
- 舞台『ちるらん 新撰組鎮魂歌』（2017年4月7日 - 10日、大阪・森ノ宮ピロティホール / 20日 - 30日、東京・天王洲銀河劇場） - 斉藤一 役
- オルタナティブシアターこけら落とし公演『アラタ～ALATA～』第一期（2017年7月7日 - 8月31日、オルタナティブシアター） - アラタ 役
- 舞台『義風堂々!!』（2017年11月17日 - 26日、AiiA 2.5 Theater Tokyo / 12月9日・10日、大阪メルパルクホール） - 中西次郎坊 役
- 八王子ゾンビーズ（2018年8月5日 - 19日、TBS赤坂ACTシアター） - 一刃 役[18]
- 舞台『遙かなる時空の中で3』（2018年12月6日 - 10日、紀伊國屋サザンシアター TAKASHIMAYA / 14日 - 16日、サンケイホールブリーゼ） - 源九郎義経 役
- 劇団☆新感線39興行『偽義経冥界歌』（2019年3月8日 - 21日、フェスティバルホール / 4月2日 - 7日、金沢歌劇座 / 4月18日 - 21日、まつもと市民芸術館 / 2020年2月24日 - 3月24日、TBS赤坂ACTシアター） - 遮那王牛若 役
- 陽だまりの樹（2021年3月5日 - 14日、ヒューリックホール東京 / 27日・28日、梅田芸術劇場  シアタードラマシティ）- 伊武谷万二郎 役
- 『BANANA FISH』The Stage -前編-（2021年6月10日 - 20日、天王洲銀河劇場）- フレデリック・オーサー 役
- 劇団☆新感線 41周年興行 秋公演 いのうえ歌舞伎『狐晴明九尾狩』（2021年9月17日 - 10月17日、東京・TBS赤坂ACTシアター / 10月27日 - 11月11日、大阪・オリックス劇場） - ランフーリン 役
- 劇団☆新感線『薔薇とサムライ2 ー海賊女王の帰還ー』（2022年9月9日 - 11日、富山・オーバード・ホール / 2022年9月22日 - 25日、新潟・新潟県民会館 大ホール / 2022年10月5日 - 20日、大阪・フェスティバルホール / 2022年11月1日 - 12月6日、東京・新橋演舞場）- マクシミリアン・ド・ラブズブール 役
- 舞台「キングダム」（2023年2月5日 - 27日、帝国劇場） - 左慈 役[19]
- 劇団☆新感線43周年興行・秋公演 いのうえ歌舞伎『天號星』（2023年9月14日 - 10月21日、THEATER MILANO-Za / 11月1日 - 20日、COOL JAPAN PARK OSAKA WWホール） - 人斬り朝吉 役[20]
- 剣劇『三國志演技〜孫呉』（2024年4月5日 - 16日、明治座） - 太史慈 役[21]
- Experimental Theater「結合男子」（2024年5⽉7⽇ - 5⽉13⽇、東京・日本青年館ホール / 2024年5⽉17⽇ - 5⽉19⽇、大阪・COOL JAPAN PARK OSAKA WWホール） - 宇緑四季 役
- 舞台『刀剣乱舞』心伝 つけたり奇譚の走馬灯（2024年6月8日 - 30日、THEATER MILANO-Za / 7月5日 - 14日、COOL JAPAN PARK OSAKA WWホール / 7月19日 - 21日、キャナルシティ劇場） - 沖田総司 役[22]
- 舞台『ハンドレッドノート〜暗闇に消えた月〜』（2024年10月6日、品川プリンスホテル クラブeX） - 日替わりゲスト[23]
- 統芸能×朗読劇 和がたりシリーズ〜湊川神社神能殿〜『楠俤』（2025年1月24日・25日、湊川神社 神能殿）[24]
- 2025年劇団☆新感線45周年興行・初夏公演 いのうえ歌舞伎【譚】Retrospective『紅鬼物語』（2025年5月13日 - 6月1日、SkyシアターMBS / 6月24日 - 7月17日、シアターH）[25][26]
- 礎の響〜SEKIGAHARA〜（2025年9月9日 - 11日〈予定〉、神田明神ホール） - 主演・大谷吉継 役（和田雅成とダブル主演）[27]

### テレビドラマ
- 警視庁・捜査一課長シーズン3 第9話（2018年6月7日、テレビ朝日） - 若村清春 役
- べしゃり暮らし（2019年7月27日 - 9月14日、テレビ朝日） - 上原裕也 役
- ゴーストヤンキー（2024年4月19日 - 5月17日、毎日放送） - 馬場 役[28]

### バラエティ
- 中居正広の怪しい噂の集まる図書館（2012年4月25日、朝日放送）

### ネット配信
- ライブストリーミング演劇『エスケープフロムライブラリー』（2024年10月19日、Streaming+）[29]